# Amadeu III de Genebra
Amadeu III de Genebra (29 March 1311- †1367) filho de Guilherme III e de Inês de Saboia é Conde de Genebra desde a morte do seu pai em 1320 até 1367

## Família
Casou-se a 15 Fev. 1334 com Matilde de Auvérnia, filha do casal Roberto VIII de Auvérnia e Maria de Flandres, e tiveram dez filhos entre os quais os quatro próximos Condes de Genebra, Aimão III, Amadeu IV, João I e Roberto I, além de Roberto, o Antipapa Clemente VII.

## História
Amadeu começou por instalar-se entre 1320 e 1322 em La Roche-sur-Foron, que já tinha sido a capital do condado entre 1124 e 1219, aquando do incêndio do Castelo de Annecy em 1320, que aliás obrigou à reconstrução do palácio e da cidade que de madeira passou a ser construída em pedra, como o demonstra as imagens da  cidade velha de Annecy.
Entre dois fogos, a Casa de Saboia de um lado e o Viennois do outro, Amadeu participa ao lado de Guigues VIII de Viennois, na batalha de Varey, contra o seu sobrinho Eduardo de Saboia. Como perdem a batalha torna-se vassalo da casa de Saboia, logo do próprio sobrinho .
Em 1356 obtém do Imperador Carlos IV direito de cunhar moeda no Palácio de l'Isle em Annecy, contra o desejo dos Bispos de Genebra .
| Antecessor               | Amadeu III de Genebra (c. 1310- †1367) | Sucessor             |
| ------------------------ | -------------------------------------- | -------------------- |
| Guilherme III de Genebra | Conde de Genebra 1320 - 1367           | Aimão III de Genebra |